# Bradley, Illinois
Bradley là một làng thuộc quận Kankakee, tiểu bang Illinois, Hoa Kỳ. Năm 2010, dân số của làng này là 15895 người.

## Dân số
Dân số qua các năm:
- Năm 2000: 12784 người.
- Năm 2010: 15895 người.